# Turmhügel Hirschfeld
Der Turmhügel Hirschfeld ist eine abgegangene Turmhügelburg (Motte) anstelle der Kirche Mariä Heimsuchung in der Ortsmitte von Hirschfeld (Marienstraße 10), einem Gemeindeteil der Gemeinde Steinbach am Wald im Landkreis Kronach in Bayern.
Von der ehemaligen Mottenanlage ist nichts erhalten.